# Pinofranqueado
Pinofranqueado es un municipio español, en la provincia de Cáceres, comunidad autónoma de Extremadura. Dentro de la provincia, forma parte administrativamente del partido judicial de Plasencia y de la mancomunidad integral Comarca de las Hurdes. Desde el punto de vista de la geografía física, el término municipal se ubica en la parte más occidental de Las Hurdes, un conjunto de valles de montaña ubicados entre la sierra de Gata y la sierra de Francia, junto al límite con la provincia de Salamanca; concretamente se hallan en este municipio el curso alto del río de los Ángeles y los valles de sus afluentes Esperabán y Ovejuela.
El término municipal de Pinofranqueado, con una extensión de 146,84 km², tenía en 2023 una población de 1749 habitantes, de los cuales solamente 1261 vivían en el pueblo homónimo, que tiene el estatus formal de lugar. El resto de la población se reparte en diez pequeños caseríos conocidos tradicionalmente como "alquerías", ninguna de las cuales supera actualmente el centenar de habitantes. Es el municipio más poblado de la mancomunidad, y su capital es la localidad con más habitantes de la misma área. La importancia del pueblo se debe a su ubicación geográfica, al ser el punto de acceso al territorio hurdano de la carretera EX-204, que une Coria con Béjar pasando por Miranda del Castañar. Junto con el vecino pueblo de Caminomorisco, ubicado 3 km al noreste en la misma carretera, forma una conurbación de dos mil habitantes, que constituye el centro comercial y de servicios de esta zona de sierra.
En su origen, Pinofranqueado no fue fundado como un pueblo, sino como un concejo pedáneo de las tierras de Granadilla, formado por una decena de alquerías, denominado "concejo de lo Franqueado". La sede del concejo se hallaba en la alquería del Pino, situada en el casco antiguo del actual pueblo, y de tamaño similar a las otras alquerías del concejo. Tras separarse de Granadilla en el siglo XIX con la caída del Antiguo Régimen, mantuvo durante un siglo su estructura tradicional dispersa. El actual pueblo fue fundado el 13 de abril de 1956, cuando la alquería del Pino se fusionó con la vecina alquería del Pino Alto, esta última hasta entonces perteneciente a Caminomorisco.
En las décadas siguientes a la fusión de 1956, se ha ido produciendo un proceso de concentración poblacional en Las Hurdes, con numerosos jóvenes de las alquerías hurdanas yéndose a vivir a Pinofranqueado, lo que ha hecho que este pueblo sea un centro comercial y de servicios. La economía del pueblo se basa, además del sector servicios, en un sector primario diversificado que incluye principalmente silvicultura, agricultura y apicultura. Por el contrario, las alquerías han sufrido un éxodo rural que las ha dejado casi deshabitadas, manteniéndose principalmente gracias al turismo rural y a la población flotante de las épocas vacacionales. En este último aspecto, el municipio es conocido por la fiesta de La Enramá, que se celebra en el pueblo el último fin de semana de agosto y está declarada de interés turístico regional desde 1996.

## Geografía física

### Localización
El término municipal tiene los siguientes límites:
- Agallas al noroeste;
- Nuñomoral al noreste;
- Caminomorisco al este;
- Casar de Palomero, Santa Cruz de Paniagua y Torrecilla de los Ángeles al sur;
- Hernán Pérez y Santibáñez el Alto al suroeste;
- Robledillo de Gata y Descargamaría al oeste.

### Clima
El clima en Las Hurdes es un clima templado. Las temperaturas en verano no superan en el día los 32 °C ni en la noche los 17 °C. Sin embargo, los inviernos son duros, ya que debido a las montañas hay pocas horas de sol, dando lugar a heladas durante bastante tiempo. El período de lluvias es principalmente noviembre y diciembre y hay tormentas frecuentes en verano e invierno. Pinofranqueado tiene un clima mediterráneo de tipo Csa según la clasificación climática de Köppen.
| Parámetros climáticos promedio de Pinofranqueado en el periodo 1961-1989 | Parámetros climáticos promedio de Pinofranqueado en el periodo 1961-1989 | Parámetros climáticos promedio de Pinofranqueado en el periodo 1961-1989 | Parámetros climáticos promedio de Pinofranqueado en el periodo 1961-1989 | Parámetros climáticos promedio de Pinofranqueado en el periodo 1961-1989 | Parámetros climáticos promedio de Pinofranqueado en el periodo 1961-1989 | Parámetros climáticos promedio de Pinofranqueado en el periodo 1961-1989 | Parámetros climáticos promedio de Pinofranqueado en el periodo 1961-1989 | Parámetros climáticos promedio de Pinofranqueado en el periodo 1961-1989 | Parámetros climáticos promedio de Pinofranqueado en el periodo 1961-1989 | Parámetros climáticos promedio de Pinofranqueado en el periodo 1961-1989 | Parámetros climáticos promedio de Pinofranqueado en el periodo 1961-1989 | Parámetros climáticos promedio de Pinofranqueado en el periodo 1961-1989 | Parámetros climáticos promedio de Pinofranqueado en el periodo 1961-1989 |
| Mes | Ene.                                                                     | Feb.                                                                     | Mar.                                                                     | Abr.                                                                     | May.                                                                     | Jun.                                                                     | Jul.                                                                     | Ago.                                                                     | Sep.                                                                     | Oct.                                                                     | Nov.                                                                     | Dic.                                                                     | Anual                                                                    |
| --- | ------------------------------------------------------------------------ | ------------------------------------------------------------------------ | ------------------------------------------------------------------------ | ------------------------------------------------------------------------ | ------------------------------------------------------------------------ | ------------------------------------------------------------------------ | ------------------------------------------------------------------------ | ------------------------------------------------------------------------ | ------------------------------------------------------------------------ | ------------------------------------------------------------------------ | ------------------------------------------------------------------------ | ------------------------------------------------------------------------ | ------------------------------------------------------------------------ |
| Temp. media (°C) | 6.2                                                                      | 7.4                                                                      | 9.7                                                                      | 11.9                                                                     | 15.5                                                                     | 20.0                                                                     | 23.6                                                                     | 23.1                                                                     | 19.9                                                                     | 14.5                                                                     | 9.4                                                                      | 6.9                                                                      | 14.0                                                                     |
| Precipitación total (mm) | 169.9                                                                    | 167.4                                                                    | 97.8                                                                     | 104.1                                                                    | 80.1                                                                     | 50.7                                                                     | 16.2                                                                     | 15.3                                                                     | 56.4                                                                     | 120.1                                                                    | 155.7                                                                    | 173.4                                                                    | 1207.3                                                                   |
| Fuente: Ministerio de Agricultura, Alimentación y Medio Ambiente. Datos de precipitación para el periodo 1961-1989 y de temperatura para el periodo 1961-1989 en Pinofranqueado 22 de octubre de 2012 |                                                                          |                                                                          |                                                                          |                                                                          |                                                                          |                                                                          |                                                                          |                                                                          |                                                                          |                                                                          |                                                                          |                                                                          |                                                                          |

## Naturaleza

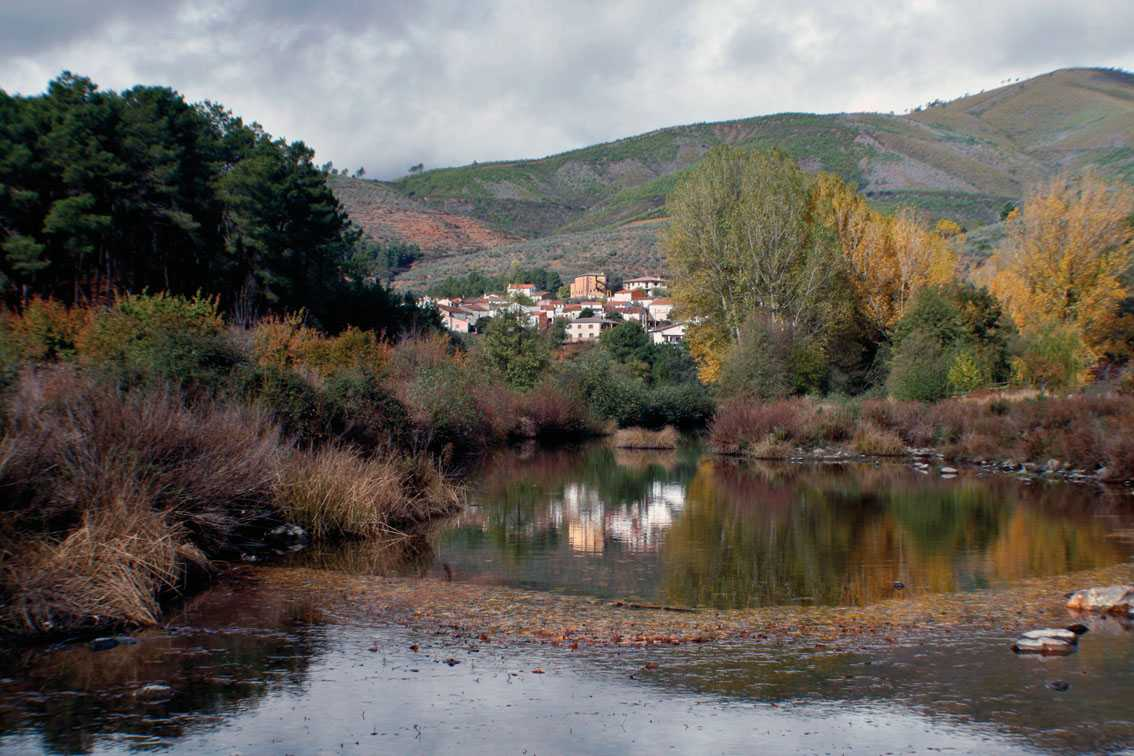
Sauceda en otoño.

En la fauna del municipio destacan dos animales por la ganadería y la apicultura: la cabra y las abejas. En menor medida también hay otros animales de corral como ovejas, burros, mulos y caballos. En cuanto a la fauna salvaje destacan aves como águilas, halcones, buitres, cernícalos y perdices y mamíferos como jabalíes, jinetas, zorros y conejos.
El medio es hostil y difícil para la vegetación, ya que se apoya en suelos de pizarra. La mayor parte del término lo ocupan brezo, tomillo, jara, lentisco, madreselva, romero y zarza. Entre los árboles hay acebo, aliso, castaño, roble, alcornoque y encina aunque el pino ocupa las mayores extensiones. Entre los cultivos destaca el olivo, aunque también hay árboles frutales como ciruelo, higuera, manzano, melocotonero, peral, cerezos y fresas.

## Historia

### Concejo disperso (hasta 1956)
El origen del municipio de Pinofranqueado data de la Reconquista de la zona por el reino de León, cuyo desarrollo condicionó la forma del asentamiento humano en Las Hurdes hasta varios siglos después. En 1160, Fernando II de León conquistó la aldea de Granada, a la que dio el título de villa en 1170. A partir de ahí se formó una comunidad de villa y tierra en la cual se fueron estableciendo en sus llanos diversos lugares pedáneos, origen de los actuales pueblos de la zona llana ubicada al sur de Pinofranqueado. Sin embargo, la situación en las montañas del norte era más compleja: la necesidad de repoblar con pastores todos los estrechos valles llevó a la formación de pequeños núcleos o alquerías, que se agrupaban conjuntamente en concejos de población dispersa, donde la referencia geográfica no era un pueblo sino un área rural.
Aunque se sabe que el origen de las alquerías era medieval, el pequeño tamaño de los núcleos ha provocado una gran oscuridad documental sobre el origen de las localidades hurdanas. El primer documento en el que se menciona una alquería del actual municipio de Pinofranqueado es la donación de las tierras del castillo de Palomero a la Orden de Santiago, documento de 1199 en el que se cita Ovegiola (Ovejuela). Sin embargo, hasta el siglo XVI no aparecen nuevos documentos nombrando las diversas alquerías del concejo, denominado "Dehesa de lo Franqueado". El territorio del concejo de "Lo Franqueado" funcionaba como un gran baldío deshabitado de la villa de Granadilla, cuyos pastos eran arrendados a los vecinos de la villa de Robledillo. La principal prueba de su despoblación en sus orígenes puede verse en el Censo de Pecheros de 1528, que tan solo menciona veinte pecheros en el concejo, lo que implica que la población del conjunto de alquerías no sumaba ni un centenar de habitantes. En el Censo de la Corona de Castilla de 1591, vivían 35 familias en el concejo, del que se mencionan diversas aldeas, pero no la alquería del Pino, que posiblemente no existía todavía.
Es una gran incógnita cuándo se fundó la alquería del Pino que dio origen al actual pueblo, si bien está claro que ya era una localidad estable en los siglos XVII-XVIII, cuando se construyeron la iglesia de Nuestra Señora de la Encina y la ermita del Cristo. Es posible que la localidad fuese fundada con finalidad religiosa, para dar una sede parroquial a las aldeas de la zona: a mediados del siglo XX, su casco urbano seguía estando formado por un pequeño grupo de casas ubicadas en torno a dicha iglesia, que se extendía linealmente desde las callejuelas del río hasta la calle Obispo Jarrín, espacio al que únicamente se sumaban algunos callejones al norte del templo.
La primera descripción detallada del lugar aparece en el Auto de Ortiz Jarero de 1734, que informa sobre la situación de la alquería de Pino, del concejo de lo Franqueado y de la parroquia local. En el concejo se mencionan todas las alquerías actuales, incluyendo la alquería del Pino, pero la parroquia extendía su jurisdicción también a partes del vecino concejo de Caminomorisco. Entre las alquerías de Caminomorisco se encontraba el Pino Alto, pequeño caserío ubicado inmediatamente al sur de la alquería del Pino; por su cercanía, las dos alquerías se consideraban un solo lugar aunque de diferentes concejos. En aquel momento, el Pino de lo Franqueado no era solamente la alquería parroquial, sino la sede de los cabildos y juntas de los vecinos del concejo, llamado "de lo Franqueado" por sus exenciones fiscales, pues el vecindario había comprado los terrenos comunales a la villa de Granadilla, de cuya jurisdicción seguían dependiendo. Esta alquería del Pino estaba habitada por 17 familias en aquel momento. Ortiz Jarero propuso que los vecinos de Sauceda, Muela, Mesegal y Robledo se fueran a vivir a Pino para fundar un pueblo de gran tamaño, pero la propuesta fue rechazada y hubo que esperar dos siglos para ver el pueblo actual.
Hasta el final del Antiguo Régimen, las alquerías del concejo de lo Franqueado siguieron formando una jurisdicción pedánea de la villa de Granadilla, que era un señorío de los duques de Alba de Tormes. Esta circunstancia se menciona en el Interrogatorio de la Real Audiencia de Extremadura de 1791, que ya menciona que el concejo ha añadido a su topónimo el nombre de su capital, denominándose "Pinofranqueado" el concejo pero todavía "Pino" la alquería parroquial. A la caída del Antiguo Régimen, el concejo se constituyó en municipio constitucional en el partido judicial de Granadilla de la provincia de Cáceres; en el censo de 1842, el ahora municipio contaba con 160 hogares y 876 vecinos. Algo menos de la cuarta parte de los vecinos del concejo vivía a mediados del siglo XIX en la alquería principal, que según el diccionario de Madoz ya estaría en proceso de sustituir su tradicional topónimo "Pino" por el nombre del municipio "Pino Franqueado", describiéndose el municipio y la alquería de Pinofranqueado en los siguientes términos:

Pino-Franqueado: alquería cabeza del concejo, y feligresía de su nombre, en la provincia y audiencia territorial de Cáceres (16 leguas), partido judicial de Granadilla (3), diócesis de Coria (9), capitanía general de Estremadura (Badajoz 30), territorio de las Hurdes. Situada en el declive de una pequeña colina, a la margen izquierda del río de su nombre. Tiene 52 casas mejor ordenadas y más regulares, que las demás alquerias, la de ayuntamiento, cárcel, iglesia parroquial (Ntra. Sra. de la Encina), con curato de 2.º ascenso y de provisión ordinaria, y en los afueras al E., una ermita con la advocación del Stmo. Cristo de la Salud. Se surte de aguas potables, como todas las alquerías en las fuentes naturales y río del país. El correo se recibe en Plasencia, por balijero cada 8 dias. Poblacion: 50 vecinos, 202 almas. En los demás estremos, con el concejo.
Esta alquería es la mejor de las Hurdes, y no presenta aquel repugnante aspecto que hemos indicado en el artículo de aquel territorio. Celebra un mercado todos los domingos, y una especie de feria el día 30 de noviembre.

Pino-Franqueado: concejo con un ayuntamiento en la provincia de Cáceres, partido judicial de Granadilla, territorio de las Hurdes. Situado a la parte O. del país, es de clima templado, reinan los vientos N. y E., y se padecen inflamatorias, disenterias e intermitentes; se compone de las alquerias del Pino, que es la cabeza del concejo, Avellanar, Aldehuela, Bijuela, Castillo, Heridas, Horcajo, Mensegar, Muela, Robledo, y Sauceda, que reúnen 300 casas como todas las del pais, aunque en este concejo, no hay tanta miseria ni abandono (V. Hurdes). Confina al N. con Agallas (Salamanca); E. Casar de Palomera, y concejo de Camino-morisco; S. Bronco; O. Torrecilla de los Angeles, estendiéndose 6 leguas de E. á O. y 5 de N. á S. El terreno es montañoso, quebrado, y cubierto de monte pardo, encinas, castaños y olivos, le baña el rio Ángeles, que en este concepto toma el nombre del Pino, en dirección de O. á E., el Herida, que nace junto á la alqueria asi llamada y se reúne al anterior cerca del Casar, y otros muchos que se forman de las vertientes de las sierras y toman el nombre de las alquerias por donde pasan. Produce centeno, castañas, alguna aceituna y hotaliza, se mantiene ganado cabrío, colmenas y se cria mucha caza de todas clases, y pesca de truchas y anguilas, Industria: 2 molinos de aceite, 5 de harina, Poblacion: 460 vecinos, 876 almas. Capital Productivo: 589,800 rs. Impuestos : 29,490. Contribucion: 6893 rs. 17 mrs. Presupuesto Municipal 5000 y se cubre con el producto de bellota, y repartimiento vecinal."

A lo largo del siglo XIX y hasta bien entrado el siglo XX, el municipio mantuvo la estructura dispersa y economía que se mencionan en el diccionario de Madoz. La gran diferencia respecto al concejo del Antiguo Régimen es que la desamortización llevó a la enajenación mediante subasta de los terrenos comunes que compartían los vecinos de las alquerías. Este hecho provocó un notable trastorno económico y, debido a la gran importancia que tenían históricamente para su organización económica, los vecinos del municipio constituyeron sociedades que fueron comprándolos de nuevo. En la década de 1940, los terrenos adquiridos se reorganizarían como monte de utilidad pública, administrado por el Ayuntamiento de Pinofranqueado y más tarde por el Instituto para la Conservación de la Naturaleza.
La historia de Pinofranqueado cambió para siempre a partir de la visita de Alfonso XIII a las Hurdes, que tuvo lugar en 1922 para verificar el estado de la comarca, que numerosos autores de la época mencionaban como lamentable. El rey, yendo de Azabal a Caminomorisco, paró a comer en la casa del secretario municipal de Pinofranqueado tras visitar las escuelas, iglesia y ermita de la alquería. La visita a Pinofranqueado se debió a que el secretario guardaba los mapas que Miguel de Unamuno y Gregorio Marañón habían utilizado previamente para sus viajes por la zona. No había intención de hacer mejoras en Pinofranqueado, ya que la parte mala de la comarca era teóricamente la parte alta y este era un simple lugar de paso. Sin embargo, las ideas para reformar la comarca llevaban a lo defendido dos siglos antes en el citado Auto de Ortiz Jarero de 1734: el problema era la dispersión de la población en alquerías y la modernización implicaba concentrar a los hurdanos en pueblos. Por su ubicación en la parte baja de la sierra, junto a un cruce de caminos y una confluencia fluvial, la alquería de Pinofranqueado parecía el lugar idóneo para fundar un nuevo pueblo, que es lo que ocurriría en las siguientes décadas.

### Pueblo actual (desde 1956)
El 13 de abril de 1956, por decreto del ministro de la Gobernación Blas Pérez González, se corrigieron los límites del término, incorporando a Pinofranqueado lo que entonces eran dos barrios denominados "Pino Alto de Arriba" y "Pino Alto de Abajo", que pese a estar ubicados junto a la alquería del Pino formaban oficialmente una alquería aparte llamada Pino Alto en el municipio de Caminomorisco.
La integración del Pino Alto en Pinofranqueado dio lugar al pueblo actual, que creció notablemente en las décadas posteriores hasta ser el pueblo más importante de Las Hurdes. En el medio siglo siguiente se formaron barriadas de viviendas que rápidamente rodearon y unieron a las dos antiguas alquerías y que incluyeron nuevas infraestructuras públicas como colegio, parque, instalaciones deportivas y base de bomberos. Lo que antes eran dos pequeñas alquerías pasó a ser un núcleo reconocido como un pueblo con estatus de lugar, superando los ochocientos habitantes en 2004, los mil en 2008 y los mil doscientos en 2016. La formación del pueblo se hizo a costa de traer toda la población joven posible desde las alquerías hurdanas, incluyendo las del propio municipio de Pinofranqueado: todas las alquerías del término municipal han sufrido un fuerte éxodo rural en estos años, ninguna supera ya el centenar de habitantes y algunas como Aldehuela y Avellanar han quedado casi despobladas.

## Demografía
Pinofranqueado cuenta con una población de 1763 habitantes (INE 2024).
| Gráfica de evolución demográfica de Pinofranqueado entre 1842 y 2021                                                |
| |
| Población de derecho según los censos de población del INE Población de hecho según los censos de población del INE |

Población por alquerías

Mapa de los 5 municipios originales de Las Hurdes, donde pueden verse las alquerías de Pinofranqueado incluyendo el despoblado de El Moral. El término municipal de Pinofranqueado es el más occidental.

Pinofranqueado está compuesto por el núcleo principal y 10 alquerías pobladas, con la siguiente distribución de la población en los últimos años:
| Localidad      | 2002 | 2005 | 2008 | 2011 | 2014 | 2017 | 2020 | 2023 |
| -------------- | ---- | ---- | ---- | ---- | ---- | ---- | ---- | ---- |
| Pinofranqueado | 744  | 879  | 1016 | 1023 | 1169 | 1244 | 1193 | 1261 |
| Aldehuela      | 44   | 39   | 35   | 28   | 23   | 22   | 17   | 16   |
| Avellanar      | 14   | 17   | 13   | 10   | 16   | 14   | 14   | 15   |
| Castillo       | 119  | 100  | 85   | 84   | 82   | 77   | 71   | 68   |
| Erías          | 118  | 105  | 88   | 80   | 78   | 65   | 56   | 52   |
| Horcajo        | 83   | 66   | 67   | 66   | 67   | 64   | 56   | 55   |
| Mesegal        | 78   | 72   | 50   | 39   | 34   | 31   | 30   | 32   |
| Muela          | 81   | 81   | 69   | 68   | 68   | 68   | 63   | 61   |
| Ovejuela       | 139  | 118  | 108  | 94   | 100  | 88   | 73   | 72   |
| Robledo        | 72   | 69   | 66   | 55   | 49   | 42   | 50   | 47   |
| Sauceda        | 101  | 105  | 89   | 84   | 74   | 70   | 69   | 70   |
| TOTAL          | 1593 | 1651 | 1686 | 1631 | 1760 | 1785 | 1692 | 1749 |

## Símbolos
El escudo de Pinofranqueado fue aprobado mediante la "Orden de 16 de marzo de 1987, de la Consejería de la Presidencia y Trabajo, por la que se aprueba el Escudo Heráldico Municipal del Ayuntamiento de Pinofranqueado (Cáceres)", publicada en el Diario Oficial de Extremadura el 24 de marzo de 1987, tras haber sido propuesto por el pleno municipal el 26 de noviembre de 1986 y haber emitido informe favorable la Real Academia de la Historia el 23 de enero de 1987. El escudo se define así:

Escudo partido. Primero de oro, un pino de sinople arrancado. Segundo jaquelado de ocho puntos de azur y siete de plata. Al timbre corona real cerrada.

## Administración y política
El Ayuntamiento de Pinofranqueado lo forman nueve concejales. La casa consistorial se sitúa en la plaza Reina Victoria y es un edificio de reciente construcción donde se encuentran el aula de educación de adultos, el salón de actos, la biblioteca y una sala de usos varios.
En la siguiente tabla se muestran los votos, con el número de concejales entre paréntesis, desde las elecciones de 1979:
| Año  | Año | Populares          | Socialistas (PSOE) | Otros socialistas | Centro            | Regionalistas             | Otros                    |
| ---- | --- | ------------------ | ------------------ | ----------------- | ----------------- | ------------------------- | ------------------------ |
| 1979 |     | No se presentaron  | No se presentaron  | No se presentaron | UCD: 485 (7)      | No se presentaron         | AE: 339 (4)              |
| 1983 |     | AP-PDP-UL: 195 (2) | PSOE: 468 (6)      | No se presentaron | No se presentaron | EU: 237 (3)               | No hubo más candidaturas |
| 1987 |     | AP: 151 (2)        | PSOE: 295 (3)      | No se presentaron | CDS: 294 (3)      | EU: 238 (3)               | No hubo más candidaturas |
| 1991 |     | PP: 277 (2)        | PSOE: 653 (7)      | No se presentaron | No se presentaron | EU: 72 (0)                | No hubo más candidaturas |
| 1995 |     | PP: 255 (2)        | PSOE: 711 (6)      | No se presentaron | No se presentaron | EU-CREx-PREx: 103 (1)     | No hubo más candidaturas |
| 1999 |     | PP: 461 (4)        | PSOE: 643 (5)      | No se presentaron | No se presentaron | No se presentaron         | No hubo más candidaturas |
| 2003 |     | PP: 400 (3)        | PSOE: 602 (5)      | No se presentaron | No se presentaron | EU: 154 (1)               | No hubo más candidaturas |
| 2007 |     | PP-EU: 438 (4)     | PSOE: 383 (3)      | PSDEX: 173 (1)    | No se presentaron | IPEX: 134 (1)             | No hubo más candidaturas |
| 2011 |     | PP-EU: 333 (3)     | PSOE: 498 (4)      | SIEX: 290 (2)     | No se presentaron | EU en coalición con el PP | No hubo más candidaturas |
| 2015 |     | PP: 600 (4)        | PSOE: 608 (5)      | No se presentaron | No se presentaron | No se presentaron         | No hubo más candidaturas |
| 2019 |     | PP: 334 (2)        | PSOE: 802 (6)      | No se presentaron | C's: 136 (1)      | No se presentaron         | No hubo más candidaturas |
| 2023 |     | PP: 497 (3)        | PSOE: 752 (6)      | No se presentaron | No se presentaron | No se presentaron         | No hubo más candidaturas |

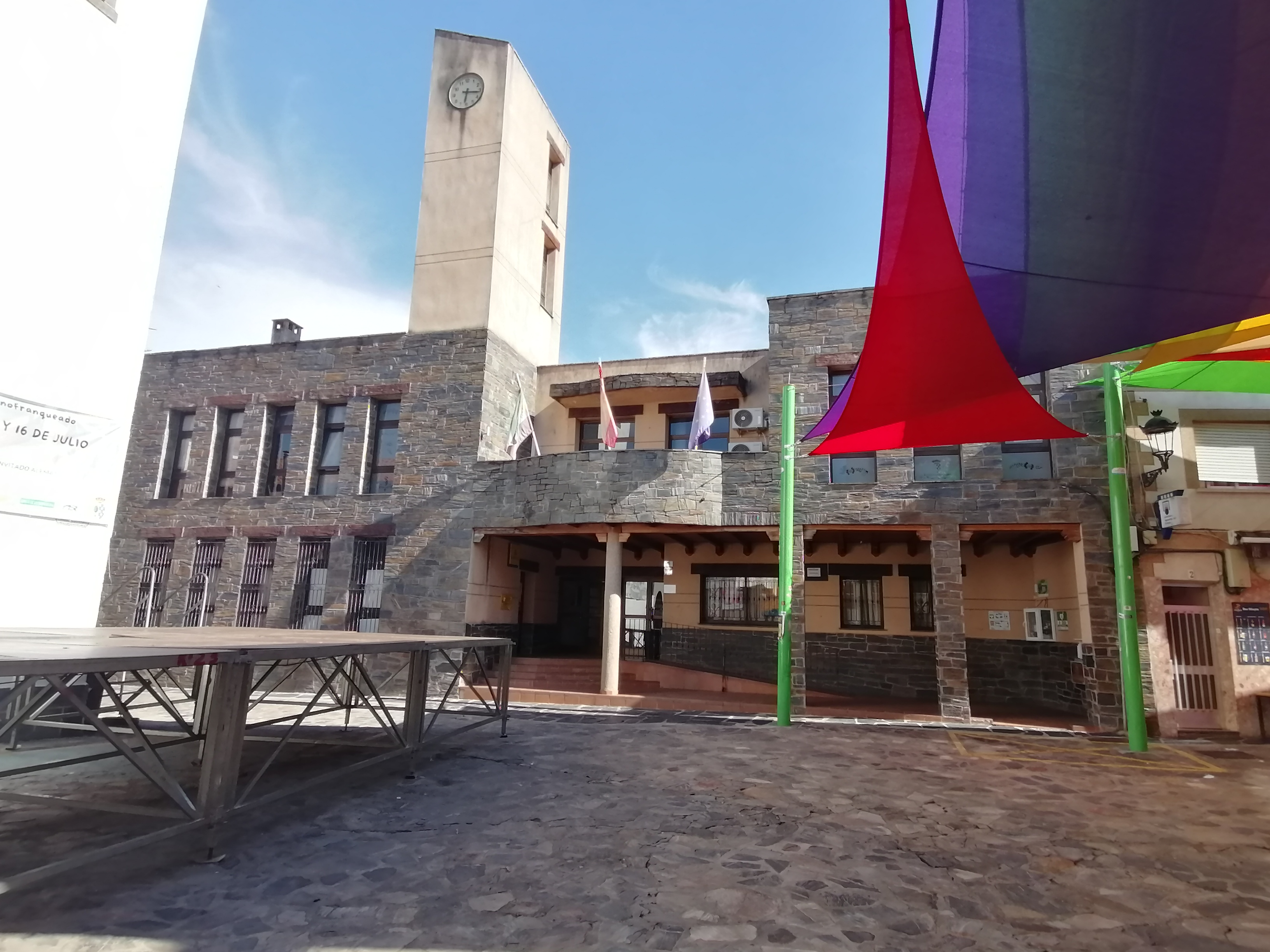
Casa consistorial del municipio

El municipio ha tenido los siguientes alcaldes desde 1979:
| Periodo   | Nombre                      | Partido |
| --------- | --------------------------- | ------- |
| 1979-1983 | Claudio Vázquez Palomero    | UCD     |
| 1983-1987 | Benjamín Sánchez Durán      | PSOE    |
| 1987-1991 | Javier Sánchez Sánchez      | CDS     |
| 1991-1995 | José González de Cáceres    | PSOE    |
| 1995-1999 | José González de Cáceres    | PSOE    |
| 1999-2003 | José González de Cáceres    | PSOE    |
| 2003-2007 | José González de Cáceres    | PSOE    |
| 2007-2011 | José Antonio Caldoria Gómez | PP-EU   |
| 2011-2015 | Vanessa Martín Alonso       | PP-EU   |
| 2015-2019 | José Luis Azabal Hernández  | PSOE    |
| 2019-2023 | José Luis Azabal Hernández  | PSOE    |
| 2023-act. | José Luis Azabal Hernández  | PSOE    |

## Economía
La economía de Pinofranqueado funciona sometida a dos condicionantes geográficos. El primero de ellos es el carácter montañoso de la zona, que hace que la mayor parte del término esté cubierto por uno de los principales montes de utilidad pública de la provincia, gestionado por el Ayuntamiento de Pinofranqueado; este monte coexiste con numerosos minifundios privados, situados principalmente en el entorno de cada una de las alquerías del término municipal. El segundo condicionante es su actual proceso de transición demográfica, en el que la población se está trasladando de las alquerías a un pueblo unificado, dando este último una mayor diversidad de oportunidades económicas.
La economía de las alquerías del municipio se basaba tradicionalmente en la agricultura, que sigue siendo importante pese a la diversificación económica sufrida con la formación del pueblo. Tan solo hay 183 hectáreas de terreno labrado frente a las 12 168 de especies arbóreas forestales. Los cultivos predominantes en la zona son los olivares y algunos frutales como el cerezo, aunque también hay viñas de donde se extrae orujo. La ganadería es minoritaria, repartida a partes iguales entre porcino, equino y caprino. La apicultura es importante en toda la zona, siendo Las Hurdes un lugar conocido por su producción de miel y otros productos como polen, jalea real y cera; gran parte de esta producción hurdana se procesa a través de una cooperativa apícola ubicada a las afueras de este pueblo.
En cuanto al sector secundario, la industria está limitada por los condicionantes geográficos: se ha creado al suroeste del pueblo una pequeña zona industrial en torno a la carretera EX-204, pero las naves se destinan esencialmente a talleres, almacenes y tiendas de gran tamaño. Lo que sí se ha desarrollado notablemente es el sector de la construcción, gracias principalmente al continuo flujo de jóvenes que abandonan las alquerías para construirse una nueva casa en Pinofranqueado. El sector servicios es importante en la capital municipal, con numerosos establecimientos comerciales y de servicios a los que acuden clientes de toda la comarca; además, a lo largo de todo el término municipal hay establecimientos vinculados al turismo rural, gracias a la fama que han adquirido las alquerías hurdanas como lugar de descanso.

## Transporte y comunicaciones
Carreteras

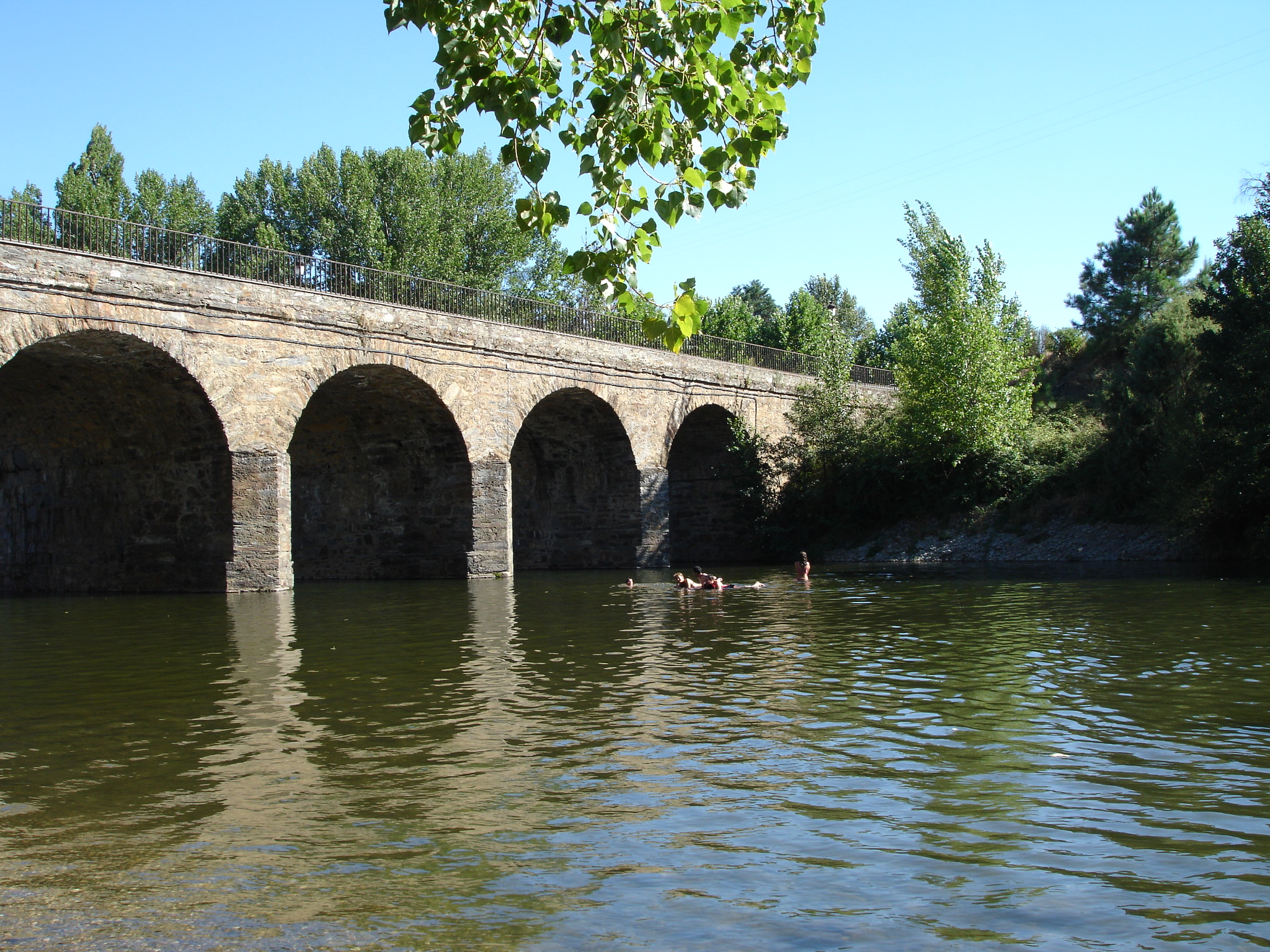
Puente de la EX-204 sobre el río de los Ángeles

La principal carretera del municipio es la carretera autonómica EX-204, que une la provincia de Salamanca con Coria pasando por Caminomorisco, Mesegal y la localidad de Pinofranqueado. Al sur de la capital municipal sale de la EX-204 la carretera provincial CC-128, que une Pinofranqueado con las localidades casareñas de Pedro-Muñoz y Azabal. A medio camino entre Pinofranqueado y Torrecilla de los Ángeles, sale de la EX-204 la carretera provincial CC-120, que lleva a Ovejuela.
En cuanto a las carreteras internas del municipio, al oeste de la capital municipal sale la carretera provincial CC-121, que lleva a Sauceda. Al norte del casco urbano sale la CC-122, que recorre el valle del río Esperabán hasta Aldehuela, dando acceso a las alquerías de dicho valle a través de pequeños ramales también clasificados como carreteras provinciales, con numeración desde CC-123 hasta CC-127.
Transporte público
En Pinofranqueado operan tres empresas de autobús: Tres Pilares, que de lunes a viernes une Pinofranqueado con Plasencia; Mirat, que de lunes a viernes lleva a Cáceres, Coria y Plasencia; y Renfe-Íñigo, que lleva todos los días a Salamanca. También está el servicio de taxi de Canuto.

## Servicios públicos

### Abastecimiento
El pueblo obtiene el agua potable principalmente de un embalse ubicado al suroeste del término municipal, en el río de los Ángeles, cerca del límite con el término municipal de Torrecilla de los Ángeles. Las alquerías se abastecen mediante depósitos de agua, existiendo además dos depósitos en la capital municipal. El saneamiento vierte al sur del pueblo al río de los Ángeles y el municipio no tiene estación depuradora de aguas residuales.
La electricidad se distribuye desde transformadores locales a través de líneas que proceden de la subestación de Montehermoso. Al oeste del municipio pasa la línea principal de 400 kV que une Plasencia con Ciudad Rodrigo, mientras que al este del pueblo hay una línea de menor tensión que parte de esa línea principal en Montehermoso y termina en Caminomorisco.
El municipio cuenta además con su propia estación de servicio, operada por BP y ubicada al suroeste del pueblo sobre la carretera EX-204.

### Educación
El pueblo cuenta con un colegio público, el CEIP Luis Chamizo, ubicado en el centro de la localidad junto a la ermita del Cristo, sobre la carretera CC-122 que lleva a las alquerías. Consta de un edificio principal construido en 1980, un segundo edificio para aulas de infantil construido en 1985 y un pabellón polideportivo. El colegio no es un CRA: funciona de forma unitaria, albergando en su única sede a todos los alumnos del municipio, con independencia de que procedan de la capital o de las alquerías, así como a los de Pedro Muñoz (Casar de Palomero); debido a ello, dispone de servicios de comedor y transporte escolar. Esta situación data de 1995-1996, cuando se cerraron las escuelas que había en Ovejuela, Castillo, Horcajo y Erías, debido a que se trasladaron al instituto los alumnos de 1.º y 2.º de ESO, hasta entonces considerados escolares de 7.º y 8.º de EGB. El éxodo rural está haciendo que cada vez funcione más como un colegio urbano ordinario, pues varias alquerías solamente tienen población adulta y la mayoría de alumnos proceden del propio pueblo.
Para la educación secundaria, el colegio se encuentra adscrito, junto con los del resto de Las Hurdes y algunos de Trasierra - Tierras de Granadilla, al IES Gregorio Marañón, ubicado en el vecino pueblo de Caminomorisco.
Además de esto, en el municipio se encuentran la guardería Chiribeje y un Aula de Educación de Adultos.

### Sanidad
El municipio pertenece al área de salud de Plasencia, dentro de la cual es sede de una zona de salud que comprende, además de todo el término municipal de Pinofranqueado, la vecina alquería de Pedro Muñoz (Casar de Palomero) y la mayor parte del término de Caminomorisco. El centro de salud de la zona se ubica en la calle del Duque de Miranda, en la salida del casco antiguo del pueblo por el norte. Hay también consultorios locales en todas las alquerías excepto Avellanar. Además, en el pueblo hay dos clínicas dentales y una farmacia.
Al norte del pueblo hay dos centros de atención a personas dependientes, que cuentan también con sus propios servicios sanitarios. Uno es la residencia de mayores de Pinofranqueado, con 52 plazas de residencia de mayores y 25 de centro de día, a cargo de la fundación Mensajeros de la Paz. El otro es la Casa de Misericordia Padre Leocadio, para personas con discapacidad y a cargo de los Esclavos de María y de los Pobres.

### Seguridad
En las afueras nororientales del pueblo, sobre el cerro que lo separa de las cercanas alquerías de Muela y Mesegal, se ubica una de las Brigadas de Refuerzo de Incendios Forestales que Tragsa tiene repartidas por España para dar apoyo a los servicios autonómicos de prevención y extinción de incendios forestales, lo que convierte a Pinofranqueado en un punto estratégico para la protección de los bosques del oeste del país. La base de la brigada entró en funcionamiento en 1993.

## Organización territorial y urbanismo
Dentro del término, la capital municipal, Sauceda, Muela, Mesegal y Robledo se encuentran en el extremo sureste, en el límite con los municipios de Caminomorisco y Casar de Palomero. Ovejuela se encuentra al oeste, en el límite con Robledillo de Gata. Aldehuela, Las Erías, Avellanar, Horcajo, El Moral y Castillo están al norte, en el límite con Agallas y Nuñomoral.

## Cultura

### Patrimonio

#### Religioso

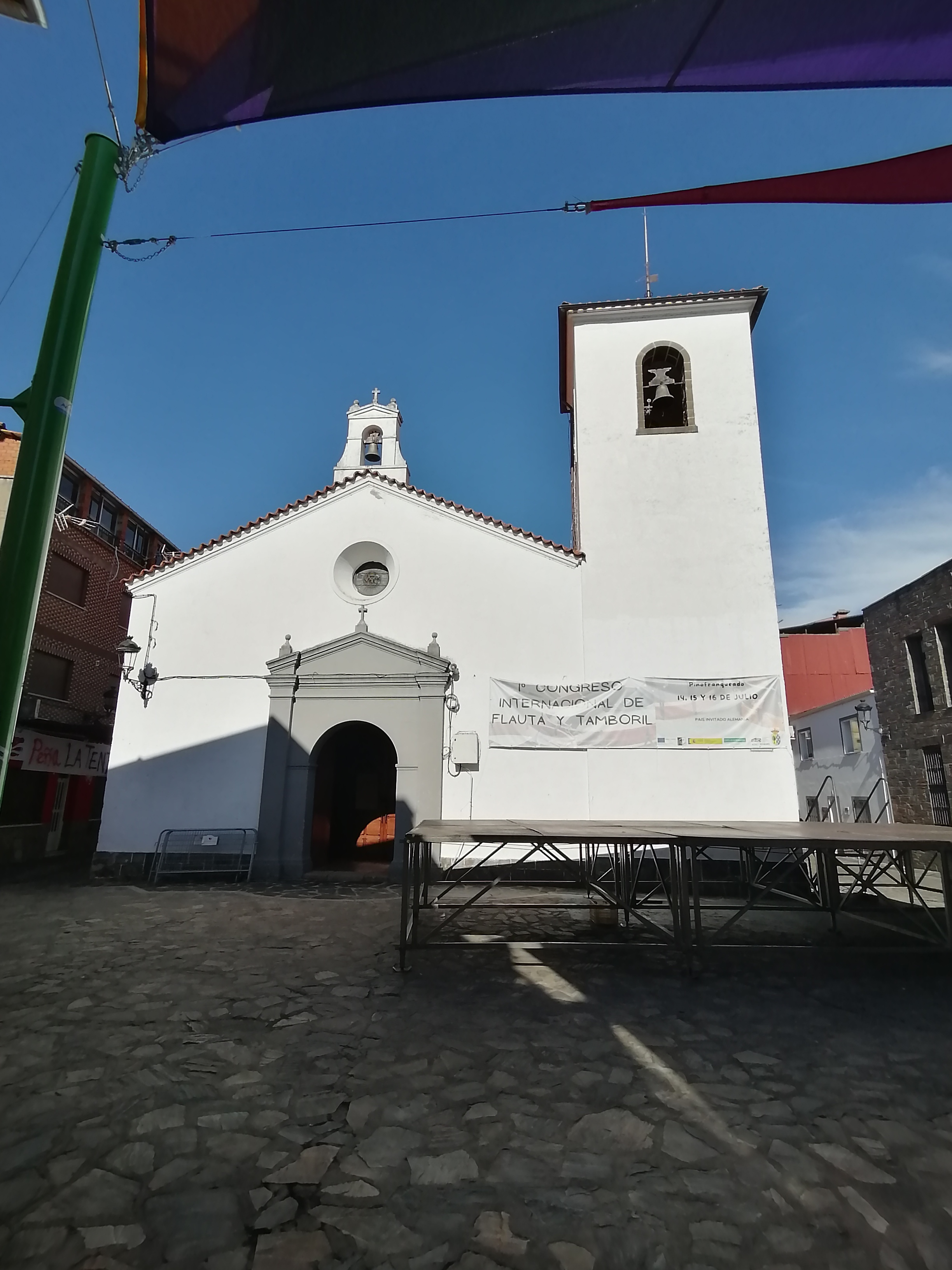
Iglesia parroquial de Nuestra Señora de la Encina

El principal edificio histórico del municipio es la iglesia parroquial de Nuestra Señora de la Encina, templo católico de los siglos XVII-XVIII que preside la plaza mayor del pueblo, perteneciente al arciprestazgo de las Hurdes de la diócesis de Coria-Cáceres. Es el edificio que permitió designar a la antigua alquería del Pino como un lugar importante para fundar más tarde un pueblo ya que, hasta finales del siglo XIX, este era el templo parroquial de referencia para todo el municipio de Pinofranqueado y la mayor parte del de Caminomorisco, pues ninguna otra alquería de la zona tenía iglesia.
Como consecuencia de los trabajos para asegurar que hubiera iglesias parroquiales en más localidades hurdanas, se construyeron otros tres templos en este término municipal: San Francisco de Asís en Horcajo (en torno a 1885), Nuestra Señora de los Ángeles en Ovejuela (1920) y San Antonio de Padua en Erías (1955). Como consecuencia de la despoblación, la iglesia de la capital municipal ha vuelto a ser el único templo con parroquia en total funcionamiento del municipio, pues las otras tres comparten párroco con la de Nuestra Señora de la Encina y solo albergan una misa a la semana.
Desde el siglo XVII, la parroquia de Pinofranqueado cuenta con una ermita a su cargo ubicada en el casco antiguo del pueblo, la ermita del Cristo de la Salud, que junto a la iglesia de Nuestra Señora de la Encina era uno de los dos principales edificios de la antigua alquería del Pino. En torno a 1980 se construyó una segunda ermita en el municipio, la ermita de Nuestra Señora de las Hurdes, ubicada cerca de la confluencia de los ríos Avellanar y Esperabán y destinada a la celebración anual de una romería.
Existen además algunos edificios religiosos repartidos por el municipio que no se encuadran en la estructura parroquial. Algunas alquerías cuentan con sus propias "iglesias" locales, como las que hay en las afueras orientales de Sauceda (fechada en 1970) o en el centro de Castillo (de 1979); estos edificios se construyeron dentro de un plan de la dictadura franquista para asegurar la presencia de un templo católico en todos los pueblos pequeños posibles, pero actualmente no están reconocidas por la diócesis en la lista de iglesias parroquiales y se consideran simples capillas de la parroquia de Pinofranqueado. Por su parte, en las cercanías de Ovejuela se conservan algunas ruinas del antiguo convento franciscano de los Ángeles, cuya historia se remonta al siglo XIII.

#### Petroglifos

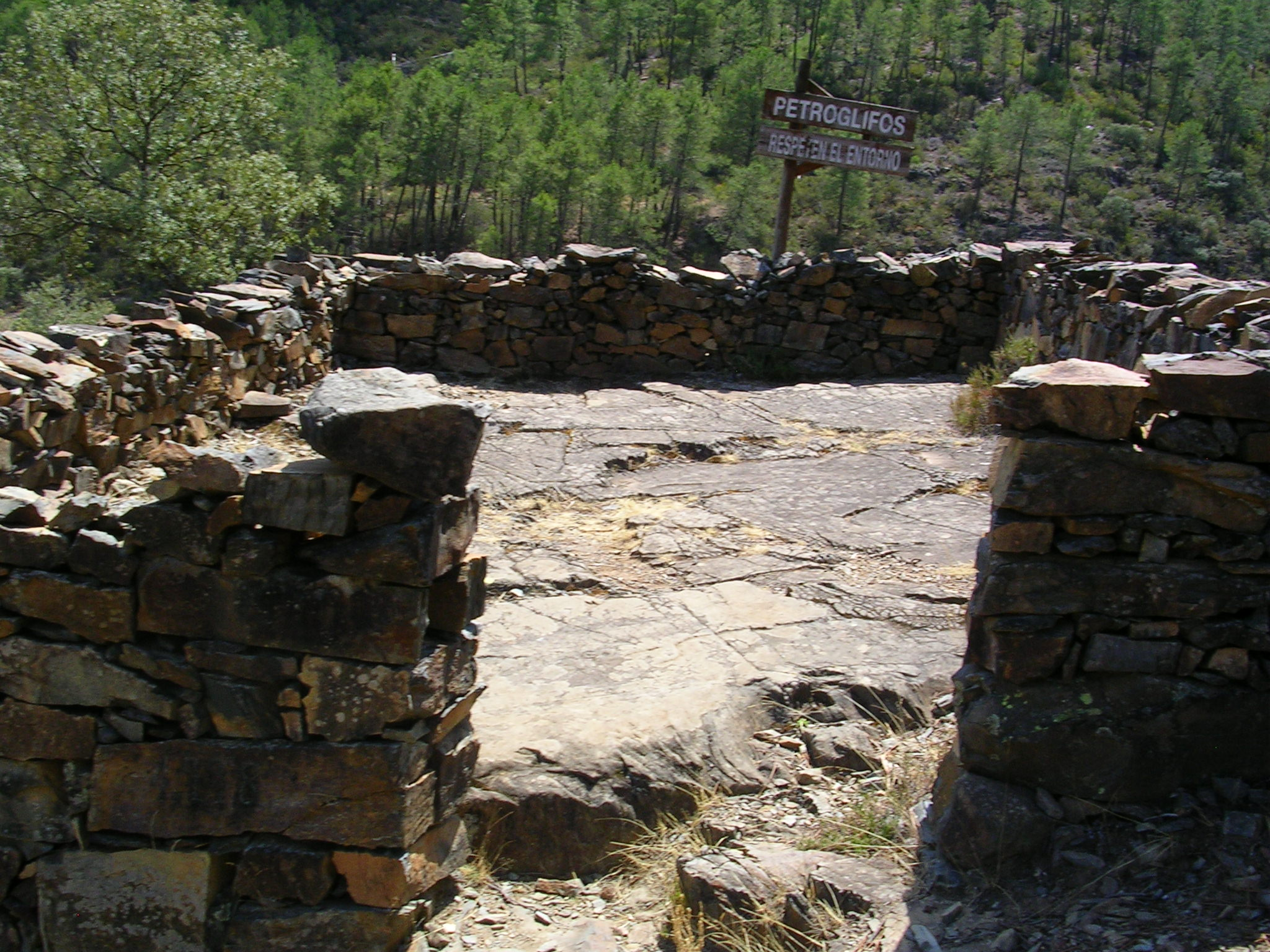
Petroglifo de Las Erías.

El término municipal de Pinofranqueado alberga varios de los petroglifos que hay repartidos por Las Hurdes y que se remontan al Neolítico. De entre todos ellos, es especialmente conocido el yacimiento arqueológico conocido como "Tesito de los Cuchillos" o "Pisadas de los Moros", a medio camino entre las alquerías de Castillo y Las Erías. Este petroglifo es de origen romano e incluye inscripciones no anteriores al siglo I. En este entorno se ubica también el petroglifo de Las Erías, junto al camino de Castilla.
Aparte de los citados Tesito de los Cuchillos y Las Erías, las principales concentraciones de petroglifos se ubican en el entorno de Sauceda, donde destacan El Riscal, Las Herraduras y Pimpollosa II y III. Al otro lado de la capital municipal, cerca de Mesegal, hay un petroglifo cuya conservación peligra por la cercanía de un cortafuegos, llamado "Peña del Molde".

### Otros lugares de interés
En Castillo hay un árbol singular de la especie Arbutus unedo, situado en el valle de Guijarroblanco y que tiene un tamaño de 10 m de altura y 4,70 m de perímetro a 1,30 m. En Ovejuela hay un centro de interpretación de la miel. También destacan la Casa Misericordia, que desde 1993 acoge a ancianos y personas que necesitan ayuda social; el puente sobre el río de los Ángeles, construido en 1911 y bendecido por el obispo Ramón Peris Mencheta; el edificio del centro de salud; el centro de documentación de Las Hurdes, con una biblioteca con documentos sobre la mancomunidad; el mirador del Teso de la Vega, desde donde se ve toda la localidad; y el parque Reina Sofía.

### Festividades
En el municipio de Pinofranqueado se celebran las siguientes fiestas:
- Romería de Ntra. Sra. de Las Hurdes, se celebra el primer domingo de mayo en el cruce del Avellanar;
- Fiestas de Mesegal, el segundo fin de semana de mayo en honor a la Virgen Milagrosa;
- Fiestas de Muela, el tercer fin de semana de mayo en honor a la Virgen de la Peña;
- Fiestas de Las Erías, el segundo fin de semana de junio en honor a San Antonio de Padua;
- Fiestas de Sauceda, el último fin de semana de junio en honor a la Virgen Milagrosa;
- Fiestas de Horcajo, el 15 de julio en honor a San Francisco de Asís;
- Fiestas de Ovejuela, el 2 y 3 de agosto en honor a la Virgen de los Ángeles;
- Viernes Mayor, se celebra desde 2003 el primer viernes de agosto y consiste en un gran mercado que prácticamente ocupa las principales calles de la capital municipal y donde se puede encontrar de todo;
- Fiestas de Castillo, el primer fin de semana de agosto en honor a la Virgen de Arima;
- Día de Nuestra Señora, el día 15 de agosto es el día de Ntra. Sra. de la Encina, y la semana anterior se celebra la semana cultural del municipio;
- Fiestas de Robledo, el tercer fin de semana de agosto en honor a la Virgen de la Peña;
- La Enramá, el último domingo de agosto, alrededor siempre del 24 de agosto en que se conmemora a San Bartolomé o San Bertol, es una fiesta declarada de Interés Turístico Regional;[13]
- El Cristo, el día 14 de septiembre se celebra en el municipio la fiesta del Cristo de la Salud, patrón de Pinofranqueado;
- San Andrés, el día 30 de noviembre se celebra con un magnífico mercadillo que recorre las principales calles del pueblo;
- Chiquitía: se celebra el día de Todos los Santos.

### Artesanía
En Pinofranqueado aún trabajan artesanos que han heredado una tradición de varios siglos. A principios de siglo XXI quedan cuatro artesanos en la localidad: Eutimia Martín, que hace bordados; Felicidad Sánchez, vecina de Las Erías que hace sombreros típicos de Las Hurdes; Miguel Ángel Vázquez, que hace miniaturas de las casas típicas; y Ángel Sánchez, vecino de Aldehuela que trabaja la piedra de asperón.

### Medios de comunicación
Desde Pinofranqueado se emite una emisora de radio, Canal Norte esRadio, en el 100.2 FM.
El pueblo recibe la señal de TDT del repetidor de televisión de Casar de Palomero.